# تحرير المعرفة

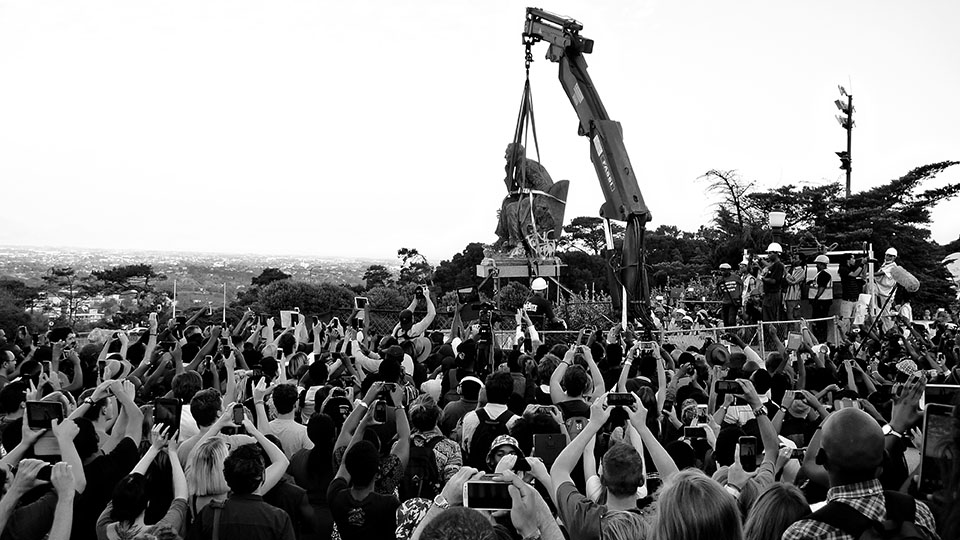
عبارة عن مشروع فكري

تحرير المعرفة (أيضًا الأبيستيميك أو إنهاء الاستعمار المعرفي) عبارة عن مشروع فكري في المقام الأول يتحدى نظام المعرفة الغربي المهيمن بادعائه العالمية. يسعى المشروع إلى إضفاء الشرعية على أنظمة المعرفة الأخرى وإرساء العدالة للمعارف المعرفية التي تم تجاهلها حتى الآن. نشأت هذه المناقشات في الغرب مع الثقافة المضادة، البارزة في الجامعات في السبعينيات، ودعمت مناقشات مماثلة في أفريقيا وأمريكا اللاتينية وأماكن أخرى. بسبب هذا المشروع تميل المنح الدراسية الأكاديمية الحديثة إلى إعطاء وزن أكبر لأنظمة المعتقدات الأصلية، وكذلك الهويات المتمحورة حول العرق والنوع والجنس. ومع ذلك، يجادل النقاد بأنها فشلت من عدة نواحٍ في تحدي الجوانب السائدة للإيديولوجية النيوليبرالية وهيمنة رأسمالية السوق الحرة.

## الخلفية
يظهر إنهاء الاستعمار المعرفي في الآليات التاريخية لإنتاج المعرفة وأسسها الاستعمارية والعرقية. لقد قيل أن المعرفة والمعايير التي تحدد صحة المعرفة قد تم تعريفها بشكل غير متناسب من قبل نظام الفكر الغربي وطرق التفكير حول الكون. تم نشر نظام المعرفة الغربي الذي تم تطويره في أوروبا خلال عصر النهضة والتنوير لإضفاء الشرعية على المسعى الاستعماري لأوروبا الذي أصبح في النهاية جزءًا من الحكم الاستعماري وأشكال الحضارة التي حملها المستعمرون معهم. وقد نُسبت المعرفة المنتجة في النظام الغربي إلى صفة عالمية وتم الإدعاء أنها متفوقة على أنظمة المعرفة الأخرى. يتفق علماء الاستعمار على أن النظام الغربي للمعرفة ما زال يواصل تحديد ما ينبغي اعتباره معرفة علمية ويستمر في «استبعاد وتهميش وتجريد الإنسانية» ممن لديهم أنظمة مختلفة من المعرفة والخبرة ووجهات النظر العالمية. لاحظ أنيبال كويجانو: 
 في الواقع، انتهى كل التجارب والتاريخ والموارد والمنتجات الثقافية في نظام ثقافي عالمي واحد يتمحور حول الهيمنة الأوروبية أو الغربية. ركزت هيمنة أوروبا على النموذج الجديد للقوة العالمية جميع أشكال السيطرة على الذات والثقافة، وخاصة المعرفة وإنتاج المعرفة تحت هيمنتها. خلال تلك العملية، قمع المستعمرون... قدر الإمكان التمظهرات المستعمرة لإنتاج المعرفة، ونماذج إنتاج المعنى، وكونهم الرمزي، ونموذج التعبير والموضوعية والذاتية. 

## الأصل والتنمية
في التجمعات المجتمعية والحركات الاجتماعية في الأمريكتين، يعود إنهاء الإستعمار المعرفي إلى المقاومة ضد الاستعمار منذ بدايته عام 1492. بينما بروزه كمصدر اهتمام أكاديمي هو بالأحرى ظاهرة حديثة. يجادل إنريكي دوسيل بأن موضوع إنهاء الاستعمار المعرفي نشأ من مجموعة من المفكرين في أمريكا اللاتينية. على الرغم من أن فكرة إنهاء الإستعمار المعرفي كانت موضوعًا أكاديميًا منذ السبعينيات، إلا أن والتر مينجولو يجادل بأن العمل العبقري لعلم الاجتماع البيروفي أنيبال كيخانو «الذي ربط صراحة الإستعمار باستعمال القوة في المجالات السياسية والاقتصادية مع استعمار المعرفة». لقد تطورت على أنها «تفصيل لمشكلة» بدأت بسبب عدد من المواقف الحرجة مثل ما بعد الاستعمار، والدراسات الفرعية وما بعد الحداثة. بالإضافة إلى ذلك يؤكد دوسيل أن إنهاء الاستعمار المعرفي مبني على مفاهيم الإستعمار باستعمال القوة والحداثة الذي يتتبع جذوره في أفكار خوسيه كارلوس مارياتيغي، وفرانتس فانون، وإيمانويل والرشتاين. يقول سابلو ندلوفو غاتشيني أنه على الرغم من أن الأبعاد السياسية والاقتصادية والثقافية والمعرفية لإنهاء الاستعمار كانت ولا تزال مرتبطة ببعضها البعض بشكل معقد، فقد كان الوصول إلى السيادة السياسية ذا أولوية باعتباره «منطقًا استراتيجيًا عمليًا للصراعات ضد الاستعمار». وبالتالي، فشل إنهاء الاستعمار السياسي في القرن العشرين في إنهاء الاستعمار المعرفي لأنه لم يتمكن على نطاق واسع في مجال المعرفة المعقدة.

## المنظور النظري
تتمثل مخاوف إنهاء الاستعمار في المعرفي في أن نظام المعرفة الغربي أصبح معيارًا للمعرفة العالمية وتعتبر منهجياته الشكل الوحيد للمعرفة الحقيقية. وقد أدى هذا النهج المهيمن تجاه أنظمة المعرفة الأخرى إلى الحد من التنوع المعرفي وشكل مركز المعرفة الذي قمع في نهاية المطاف جميع أشكال المعرفة الأخرى. يجادل بوافينتورا دو سوسا سانتوس أنه «في جميع أنحاء العالم، لا توجد أشكال متنوعة جدًا من المعرفة بالمادة والمجتمع والحياة والروح فقط، بل أيضًا العديد من المفاهيم المتنوعة جدًا لما يُعتبر معارف ومعايير يمكن استخدامها للتحقق من صحتها». هذا التنوع في أنظمة المعرفة، مع ذلك، لم يحظ الكثير من الاعتراف. يعترف لويس جوردون بأن المعارف التي صيغة في شكلها المفرد هي نفسها غير معروفة في الإزمنة التي سبقت ظهور الحداثة الأوروبية. كانت طرق إنتاج المعرفة ومفاهيم المعرفة متنوعة جدًا لدرجة أن لفظ المعارف، في رأيه، سيكون وصفًا أكثر ملاءمة. بالنسبة إلى والتر مينجولو، فإن الأساس الحديث للمعرفة هو بالتالي إقليمي وإمبراطوري. يترتكز هذا الأساس على «التنظيم والتصنيف الاجتماعي التاريخي للعالم القائم على السرد الإجمالي وعلى مفهوم ومبادئ محددة للمعرفة» التي تجد جذورها في الحداثة الأوروبية. ويصف إنهاء الاستعمار المعرفي كحركة توسعية تستهدف «المواقع الجيوسياسية للاهوت والفلسفة العلمانية والمنطق العلمي» ويؤكد في الوقت نفسه على «أنماط ومبادئ المعرفة التي أنكرها خطاب التنصير والحضارة والتقدم والتطور وديمقراطية السوق».  يجادل أكيل مبمبي أن إنهاء الاستعمار المعرفي يعني الطعن في المعرفة المعرفية الغربية المهيمنة التي تقمع أي شيء متصور ومفهوم، صيغ من خارج المعرفة المعرفية الغربية. يؤكد سافو هيليتا أن إنهاء الاستعمار للمعرفة «يعني نهاية الاعتماد على المعرفة والنظريات والتفسيرات المفروضة، والتنظير بناءً على تجارب الماضي والحاضر وتفسير العالم».

## الدلالة
بالنسبة إلى أنيبال كيخانو، يعد إنهاء الاستعمار المعرفي ضروريًا لإيجاد سبل جديدة للتواصل بين الثقافات، وتبادل الخبرات والمعاني كأساس لعقلانية أخرى يمكن أن تبرر إدعاء العالمية. يجادل سابلو جاتشيني بأن إنهاء الاستعمار المعرفي أمر حاسم في التعامل مع "التقسيم الفكري العالمي غير المتكافئ للعمل" الذي لا تعمل فيه أوروبا وأمريكا الشمالية كمعلمين لبقية العالم فحسب، بل أصبحتا أيضًا "مواقع إنتاج النظرية والمفهوم" التي "يستهلكها" الجنس البشري بأكمله في نهاية المطاف ".

## المقاربات
إن إنهاء الإستعمار المعرفي لا يتعلق بعدم التغريب ولا برفض العلم الغربي أو نظام المعرفة الغربي ككل. ذلك لأنه، كما يجادل لويس جوردون، يتطلب إنهاء الاستعمار المعرفي انفصالًا عن «الالتزامات بمفاهيم العدو المعرفي». إنها بالأحرى تشدد على «تخصيص أي وجميع مصادر المعرفة» من أجل تحقيق الاستقلال المعرفي النسبي والعدالة المعرفة من أجل «تقاليد المعرفة الغير معترف بها و / أو التي سبق قمعها».

يقول واوين كونيل: 
 كان العالم المستعمر والذي سبق إستعماره [..] في الواقع مشاركًا رئيسيًا في صنع الأشكال السائدة من المعرفة في العصر الحديث، والتي نسميها بسهولة «العلم الغربي». المشكلة ليست في غياب عالم الأغلبية، ولكن تبعيتها المعرفية في التيار الرئيسي لإقتصاد المعرفة. لقد تأثر هذا الاقتصاد بعمق بما أسماه عالم الاجتماع البيروفي أنابيل كيخانو (2000) «استعمار القوة». ونتيجة لذلك، لم يتم دمج ثروة من المعرفة المنتجة في المجتمعات المستعمرة وتلك التي سبق استعمارها في الاقتصاد السائد، أنما تم فقط تضمينها بطرق هامشية. 
 لذا فإن إنهاء الاستعمار المعرفي يتعلق بالتعرف على أشكال المعرفة غير المدمجة أو المهمشة. أولاً، يشمل تلك المعارف الأصلية، التي رفضتها الأيديولوجية الاستعمارية. ثانيًا، يؤيد على الشمولية البديلة، بكلمات أخرى أنظمة المعرفة ذات التطبيق العام وليس المحلي فقط، والتي لم تستمد من اقتصاد المعرفة المتمركز حول أوروبا. النظام العادل المعروف من بينها، كما يجادل كونيل، هو المعرفة الإسلامية. ومع ذلك، هذه ليست الشمولية البديلة الوحيدة. كما تم اقتراح تقليد المعرفة الهندي كبديل للاقتصاد الحالي للمعرفة. ثالثًا، يتعلق الأمر بالنظرية الجنوبية، بكلمات أخرى إطار المعرفة الذي تم تطويره خلال المواجهة الاستعمارية والذي يؤكد، (متناقضًا مع الافتراض الشعبي)، أن العالم المستعمر وما بعد الاستعمار كان غنيًا في التفكير النظري وأن هذه المجتمعات قد أنتجت باستمرار مفاهيم وتحليلات وأفكارًا إبداعية. 

في وصف المنهج الأفريقي المحتمل تجاه إنهاء الإستعمار المعرفي، كتب أخيل مبمبي: 
 الأرشيف الغربي معقد بشكل فريد. إنه يحتوي في حد ذاته على المصادر التي تدحضه. إنه ليس متجانس ولا في ملكية حصرية للغرب. لقد ساهمت أفريقيا والشتات بشكل حاسم في صنعه ويجب عليها تقديم مطالبات محججة عليه. وبالتالي فإن إنهاء الاستعمار لا يتعلق فقط بالتخلي عن الغرب. 
 يضع والتر ميجنولو نظريته في إنهاء الاستعمار المعرفي من حيث فك الارتباط الذي يجب أن يؤدي في نهاية المطاف إلى التحرر والتحول المعرفي ويسبق «المعارف المعرفية الأخرى، ومبادئ المعرفة والفهم الأخرى». 